# Доминиканский монастырь (Ландсхут)
Доминиканский монастырь (нем. Dominikanerkloster Landshut) — бывший монастырь ордена доминиканцев, располагавшийся в баварском городе Ландсхут (Нижняя Бавария) и относившийся к архиепархии Мюнхена и Фрайзинга. Монастырь, первоначально заселённый монахами из Регенсбурга, был основан герцогом Генрихом XIII в 1271 году и освящён в честь святого Власия. Современный комплекс трехэтажных барочных зданий был построен в 1699 году.